# Kaçarsaluca, Bozova
Kaçarsaluca là một xã thuộc huyện Bozova, tỉnh Şanlıurfa, Thổ Nhĩ Kỳ. Dân số thời điểm năm 2011 là 583 người.